# Afrikai földikürt
Az afrikai földikürt (Hydnora africana) az alapi zárvatermők közé tartozó, klorofill nélküli, levéltelen virágzó növény, parazita, mely közeli, a kutyatejfélék családjába tartozó növények gyökerein élősködik és Afrika déli részén honos. Afrikaans elnevezése jakkalskos, azaz „sakáleledel”. Átható, kellemetlen, rothadó illatával vonzza magához a rovarokat, melyekre a beporzáshoz van szüksége. A Hydnoroideae alcsalád tagjai az egyedüli ismert zárvatermő növények, melyek nem fotoszintetizálnak, teljes egészében a gazdanövénytől függenek, azaz holoparaziták.

## Jellemzői
A növénynek nincsenek levelei, csak gyökere és virága. Amíg a virág ki nem nyílik, gombához hasonlít. A növénytest szürkés-barnás színű, ahogy öregszik, sötétszürke, majd fekete színűvé válik, csak akkor látható, amikor a virág kibújik a földből. Virágai hermafroditák, 100–150 mm magasságúra nőnek meg. Virágai kívül barnás, belül narancssárga színűek. Gyümölcse föld alatti, vastag héja van, belseje zselészerű, keményítőben gazdag, édeskés ízű. Egy-egy gyümölcs 20 000 apró magot tartalmazhat. Több állat is fogyasztja, például a sakál, a tarajos sül, a pávián és számos madárfaj is. A gyümölcs emberek számára is fogyasztható, számos helyi ételhez felhasználják, de a népi gyógyászatban is alkalmazzák, például hasmenés kezelésére. Csak a vadonban nő, tömegtermesztése parazita életmódja miatt nehézkes. Kiváló csersavforrás.